# Fulvio Collovati
Fulvio Collovati (9. květen 1957, Teor, Itálie) je bývalý italský fotbalový obránce a sportovní ředitel. Je jedním z mála co hrál jak za Inter tak i za konkurenční Milán. Od roku 2015 je členem představenstva klubu Pro Patria.

## Klubová kariéra

### Milán
Již od 7 let se stal hráčem Milána. Za dospělé odehrál první utkání v roce 1976. Za trenéra Liedholma hrával častěji. Byl základním pilířem obrany při vítězství v lize v sezoně 1978/79. Poté ale po korupčním skandálu klub sestoupit do druhé ligy, kterou poté vyhrál. V roce 1981 byl jmenován po odchodu Maldera kapitánem Rossoneri. Jenže neúspěšná sezona 1981/82, která byla završena sestupem, byla pro Fulvia poslední u Rossoneri. Celkem za ně odehrál 190 utkání a vstřelil 7 branek.

### Inter
Po úspěšném MS 1982 se stal velmi žádaným hráčem. Stal se tak hráčem pro přestup. Milán se rozhodl jej vyměnit do konkurenčního Interu za jiné hráče (Pasinato, Canuti a Serena), nejprve na hostování a později na přestup. Za Nerazzurri odehrál čtyři sezony. Největším úspěchem bylo semifinále v poháru UEFA 1984/85 a UEFA 1985/86.

### Udinese, Řím, Janov
V roce 1986 byl již pro Inter nepotřebným. Místo vysedávání na lavičce náhradníků se rozhodl přestoupit do Udinese, kde hrál jednu sezonu. V roce 1987 jej do Říma přivedl trenér Liedholm. Tady odehrál solidní dvě sezony a v roce 1989 odešel dohrát kariéru do Janova se kterou došel do semifinále poháru UEFA 1991/92. Po čtyřech sezonách se v roce 1993 rozhodl ukončit kariéru. V nejvyšší lize odehrál 369 utkání a vstřelil 8 branek.

## Hráčská statistika
| Sezóna  | Klub    | Liga    | Liga   | Liga | Ligové poháry | Ligové poháry | Ligové poháry | Kontinentální poháry | Kontinentální poháry | Kontinentální poháry | Celkem | Celkem |
| Sezóna  | Klub    | Soutěž  | Zápasy | Góly | Soutěž        | Zápasy        | Góly          | Soutěž               | Zápasy               | Góly                 | Zápasy | Góly   |
| ------- | ------- | ------- | ------ | ---- | ------------- | ------------- | ------------- | -------------------- | -------------------- | -------------------- | ------ | ------ |
| 1975/76 | Milán   | Serie A | 0      | 0    | IP            | 2             | 0             | UEFA                 | 0                    | 0                    | 2      | 0      |
| 1976/77 | Milán   | Serie A | 11     | 0    | IP            | 3             | 0             | UEFA                 | 0                    | 0                    | 14     | 0      |
| 1977/78 | Milán   | Serie A | 25     | 1    | IP            | 4             | 0             | PVP                  | 0                    | 0                    | 28     | 1      |
| 1978/79 | Milán   | Serie A | 27     | 0    | IP            | 2             | 0             | UEFA                 | 2                    | 0                    | 31     | 0      |
| 1979/80 | Milán   | Serie A | 30     | 0    | IP            | 6             | 1             | PMEZ                 | 2                    | 0                    | 38     | 1      |
| 1980/81 | Milán   | Serie B | 36     | 2    | IP            | 3             | 0             | -                    | 0                    | 0                    | 39     | 2      |
| 1981/82 | Milán   | Serie A | 29     | 1    | IP            | 4             | 1             | Stř.P                | 5                    | 1                    | 38     | 3      |
| 1982/83 | Inter   | Serie A | 28     | 0    | IP            | 9             | 1             | PVP                  | 6                    | 0                    | 36     | 1      |
| 1983/84 | Inter   | Serie A | 27     | 1    | IP            | 5             | 0             | UEFA                 | 6                    | 2                    | 36     | 3      |
| 1984/85 | Inter   | Serie A | 29     | 2    | IP            | 10            | 0             | UEFA                 | 9                    | 0                    | 47     | 2      |
| 1985/86 | Inter   | Serie A | 25     | 0    | IP            | 6             | 1             | UEFA                 | 8                    | 0                    | 39     | 1      |
| 1986/87 | Udinese | Serie A | 20     | 2    | IP            | 0             | 0             | -                    | 0                    | 0                    | 20     | 2      |
| 1987/88 | Řím     | Serie A | 26     | 1    | IP            | 6             | 0             | -                    | 0                    | 0                    | 32     | 1      |
| 1988/89 | Řím     | Serie A | 20     | 0    | IP            | 8             | 0             | UEFA                 | 3                    | 0                    | 31     | 0      |
| 1989/90 | Janov   | Serie A | 29     | 0    | IP            | 2             | 0             | Stř.P                | 1                    | 0                    | 32     | 0      |
| 1990/91 | Janov   | Serie A | 17     | 0    | IP            | 3             | 0             | -                    | 0                    | 0                    | 20     | 0      |
| 1991/92 | Janov   | Serie A | 18     | 0    | IP            | 3             | 0             | UEFA                 | 3                    | 0                    | 24     | 0      |
| 1992/93 | Janov   | Serie A | 8      | 0    | IP            | 5             | 0             | -                    | 0                    | 0                    | 13     | 0      |
| Celkem  | Celkem  | Celkem  | 405    | 10   | -             | 81            | 4             | -                    | 45                   | 3                    | 530    | 16     |

## Reprezentační kariéra
Za reprezentaci odehrál 50 utkání a vstřelil 3 branky. První utkání odehrál ve věku 21 let 24. února 1979 proti Nizozemsku (3:0). Poté se stal základním pilířem reprezentace pro turnaje ME 1980 a MS 1982. Odehrál všechna utkání a na MS získal zlatou medaili a byl zařazen do nejlepší jedenáctky turnaje. Poté již ztrácel svou pozici u národního týmu. Posledním turnajem bylo MS 1986, kde odehrál svůj poslední utkání proti Jižní Koreji.

### Statistika na velkých turnajích
| Reprezentace | Rok     | Zápasy                        | Zápasy | Zápasy         | Zápasy           | Zápasy           | Zápasy            |
| Reprezentace | Rok     | Fáze turnaje                  | Datum  | Soupeř         | Odehraných minut | Vstřelené branky | Výsledek          |
| ------------ | ------- | ----------------------------- | ------ | -------------- | ---------------- | ---------------- | ----------------- |
| Itálie       | ME 1980 | 1 zápas ve skupině            | 12. 6. | Španělsko      | 90               | 0                | 0:0               |
| Itálie       | ME 1980 | 2 zápas ve skupině            | 15. 6. | Anglie         | 90               | 0                | 1:0               |
| Itálie       | ME 1980 | 3 zápas ve skupině            | 18. 6. | Belgie         | 90               | 0                | 0:0               |
| Itálie       | ME 1980 | o 3. místo                    | 21. 6. | Československo | 120              | 0                | 1:1 (8:9 na pen.) |
| Itálie       | MS 1982 | 1 zápas v první skupin. fáze  | 14. 6. | Polsko         | 90               | 0                | 0:0               |
| Itálie       | MS 1982 | 2 zápas v první skupin. fáze  | 18. 6. | Peru           | 90               | 0                | 1:1               |
| Itálie       | MS 1982 | 3 zápas v první skupin. fáze  | 23. 6. | Kamerun        | 90               | 0                | 1:1               |
| Itálie       | MS 1982 | 1 zápas ve druhé skupin. fáze | 29. 6. | Argentina      | 90               | 1                | 2:1               |
| Itálie       | MS 1982 | 2 zápas ve druhé skupin. fáze | 5. 7.  | Brazílie       | 34               | 0                | 3:2               |
| Itálie       | MS 1982 | Semifinále                    | 8. 7.  | Polsko         | 90               | 0                | 2:0               |
| Itálie       | MS 1982 | Finále                        | 11. 7. | NSR            | 90               | 0                | 3:1               |
| Itálie       | MS 1986 | 3 zápas ve skupině            | 10. 6. | Jižní Korea    | 90               | 0                | 3:2               |

## Hráčské úspěchy

### Klubové
- 1× vítěz 1. italské ligy (1979/80)
- 1× vítěz 2. italské ligy (1980/81)
- 1× vítěz italského poháru (1976/77)
- 1× vítěz středoevropského poháru (1981/82)

### Reprezentační
- 2× na MS (1982 - zlato, 1986)
- 1× na ME (1980)
- 1× na ME 21 (1978)

### Individuální
- All Stars team na MS 1982

### Vyznamenání
Zlatý límec za sportovní zásluhy (2017)